# 卡戈卡朱
卡戈卡朱是非洲國家南蘇丹的城鎮，位於該國南部，由中赤道省負責管轄，南面毗鄰烏干達，距離最大城市朱巴約135公里，工業是當地的主要經濟活動，2010年人口少於1,000。

## 外部連結
- 2008 South Sudanese Population By County
- Location of Kago Kaju At Google Maps